# سری فیلم‌های روزی روزگاری در چین
روزی روزگاری در چین (به انگلیسی: Once Upon a Time in China)  یک مجموعه شش قسمتی از فیلمهای سینمایی هنگ کنگی به کارگردانی ، نویسندگی و تهیه کنندگی تسوی هارک میباشد که بین سال‌های ۱۹۹۱ تا ۱۹۹۷ در سینماهای هنگ کنگ و چین اکران می‌شد.  
شخصیت این فیلم‌ها برگرفته از زندگی استاد هنرهای رزمی قوم هان و قهرمان قومی کانتونی ، وانگ فی-هونگ است که توسط جت لی در سه فیلم اول و وینسنت ژائو در فیلم های چهارم و پنجم به تصویر کشیده شده است. 
دو فیلم اول این مجموعه از محبوب ترین فیلم های عصر طلایی سینمای هنگ کنگ بود. 
فیلم های روزی روزگاری در چین از مشهورترین آثار جت لی در آن زمان بود.  

## فیلم ها
- روزی روزگاری در چین (۱۹۹۱)
- روزی روزگاری در چین ۲ (۱۹۹۲)
- روزی روزگاری در چین ۳ (۱۹۹۳)
- روزی روزگاری در چین ۴ (۱۹۹۳)
- روزی روزگاری در چین ۵ (۱۹۹۴)
- روزی روزگاری در چین و آمریکا (۱۹۹۷) همچنین به عنوان روزی در چین ۶ نیز شناخته می شود